# 克拉克斯堡 (加利福尼亞州)
克拉克斯堡（英語：Clarksburg）是位於美國加利福尼亞州優洛縣的一個人口普查指定地區。

## 地理
克拉克斯堡的座標為38°25′14″N 121°31′38″W / 38.42056°N 121.52722°W，而該地最高點為海拔高度3米（即10英尺）。

## 人口
根據2010年美國人口普查的數據，克拉克斯堡的面積為2.029平方千米，當中陸地面積為2.029平方千米，而水域面積為0.000平方千米。當地共有人口418人，而人口密度為每平方千米206人。